# Rosazza
Rosazza (piemontiul: Arsassa) település Olaszországban, Piemont régióban, Biella megyében. Lakosainak száma 100 fő (2023. január 1.). Rosazza Andorno Micca, Campiglia Cervo, Piedicavallo és Sagliano Micca községekkel határos.

## Népesség
A település lakossága az elmúlt években az alábbi módon változott:
| Lakosok száma | 104  | 90   | 100  |
|               | 2017 | 2018 | 2023 |